# Solmundella bitentaculata
Solmundella bitentaculata is een hydroïdpoliep uit de familie Aeginidae. De poliep komt uit het geslacht Solmundella. Solmundella bitentaculata werd in 1833 voor het eerst wetenschappelijk beschreven door Quoy & Gaimard. 